# Butizide
La butizide è una molecola appartenente alla famiglia dei diuretici tiazidici, con proprietà che la rendono simile alla clorotiazide. In Italia è venduta dalla società farmaceutica Therabel GiEnne Pharma S.p.A. con il nome commerciale di Kadiur nella forma farmaceutica di compresse rivestite da 50/5 mg, rispettivamente, di canreonato di potassio e di butizide. È commercializzata anche nella forma di polvere e solvente per soluzione iniettabile contenente 200/6 mg dei medesimi principi attivi.

## Farmacodinamica
Butizide, come altri diuretici tiazidici, agisce inibendo il trasportatore contemporaneo (co-trasportatore o simporto) di sodio e cloro a livello del tubulo contorto distale, riducendo a questo livello il riassorbimento di acqua e sodio. Tale meccanismo comporta una riduzione della ritenzione idrico-salina, una minore volemia sanguigna, gittata cardiaca e resistenze periferiche. La ridotta ritenzione di ioni ed acqua si accompagna ad un incremento del volume di urina che viene espulsa con le minzioni.

## Farmacocinetica
Dopo somministrazione per via orale la molecola, similmente a quanto accade per altri composti tiazidici, viene ottimamente e rapidamente assorbita dal tratto gastrointestinale. Il farmaco si distribuisce nell'organismo e gli effetti diuretici divengono evidenti entro 4-8 ore dall'assunzione. L'eliminazione dall'organismo avviene attraverso l'emuntorio renale.

## Usi clinici
Il farmaco è utilizzato per il trattamento dell'edema di varia origine, ma soprattutto dell'edema che manifestano i pazienti con insufficienza cardiaca, ascite correlata a cirrosi epatica, e diabete insipido renale, oltre che nel controllo dell'ipertensione arteriosa, sia da sola che in associazione ad altri antiipertensivi (alfa-metildopa, metipranololo) o diuretici (spironolattone, canreonato di potassio).

## Effetti collaterali e indesiderati
Nel corso della terapia sono stati segnalati disturbi gastrointestinali: anoressia, dispepsia, nausea, vomito, epigastralgia, diarrea e costipazione,  dolore addominale e talvolta crampi intestinali. Comuni anche disturbi generali come stato astenico, cefalea, vertigini, parestesie.

Raramente sono stati segnalati disturbi da ipersensibilità:  orticaria, rash o esantema cutaneo, fotosensibilità, dermatite ed eczema.

Butizide, come altre molecole della sua classe, può indurre un aumento dell'acido urico nel sangue ed una ridotta tolleranza al glucosio. Nel paziente diabetico può accentuare i disturbi metabolici tipici di questa condizione.

## Controindicazioni
Il farmaco è controindicato nei soggetti con ipersensibilità individuale accertata verso il principio attivo, verso altri derivati sulfonamidici, oppure gli eccipienti contenuti nella formulazione farmacologica.

Controindicato anche nei pazienti con grave insufficienza epatica, insufficienza renale acuta e cronica.
Non deve essere utilizzato da soggetti con iperpotassiemia o iposodiemia.

## Dosi terapeutiche
Negli stati edematosi si somministrano 5–15 mg al giorno 2-3 volte alla settimana. Nell'ipertensione arteriosa, 5–10 mg/die.